# Piotr Duda (związkowiec)
Piotr Duda (ur. 15 czerwca 1962 w Wielowsi) – polski działacz związkowy, od 2010 przewodniczący Niezależnego Samorządnego Związku Zawodowego „Solidarność”.

## Życiorys
Od 1980 był pracownikiem Huty Gliwice na stanowisku tokarza. W latach 1982–1983 odbył służbę wojskową w 6 Pomorskiej Dywizji Powietrznodesantowej. Brał udział w Polskim Kontyngencie Wojskowym w ramach UNDOF w Syrii. Następnie powrócił do pracy w Hucie Gliwice.
Od 1980 członek NSZZ „Solidarność”, w 1992 wybrany na stanowisko przewodniczącego komisji zakładowej. W 1995 znalazł się w składzie prezydium zarządu Regionu Śląsko-Dąbrowskiego, a dwa lata później objął funkcję skarbnika zarządu regionu. Został wówczas również skarbnikiem Ruchu Społecznego AWS w okręgu katowickim (był nim w początkowym okresie działalności partii). W 2002 wygrał wybory na przewodniczącego „Solidarności” Regionu Śląsko-Dąbrowskiego. W 2006 i 2010 uzyskiwał reelekcję. Wszedł także w skład Komisji Krajowej „Solidarności”.
21 października 2010 został wybrany na stanowisko przewodniczącego Komisji Krajowej NSZZ „Solidarność”, pokonując ubiegającego się o reelekcję na tę funkcję Janusza Śniadka. W 2014, 2018 i 2023 uzyskiwał reelekcję na zajmowane stanowisko. Był też prezesem zarządu Fundacji na Rzecz Zdrowia Dzieci i Młodzieży Regionu Śląsko-Dąbrowskiego im. Grzegorza Kolosy.
W październiku 2015 z ramienia NSZZ „Solidarność” został członkiem nowo powstałej Rady Dialogu Społecznego; wszedł w skład prezydium tej instytucji jako jeden z siedmiu jej wiceprzewodniczących.

## Odznaczenia
- Krzyż Komandorski z Gwiazdą Orderu Odrodzenia Polski – 2025[10]